# Menhir de Lehan
Le menhir de Lehan est un menhir situé sur la commune de Treffiagat, dans le département du Finistère en France.

## Historique
Il est classé au titre des monuments historiques par arrêté du 6 mars 1923.

## Description
Le menhir est un bloc de granite d'environ 5 m de hauteur. Sa forme rappelle celle d'un écusson, la face orientale est plane mais la face occidentale est concave. 
Sa situation actuelle, dans un marais, témoigne de la remontée du niveau de la mer depuis son érection au Néolithique : le cordon dunaire a constitué un barrage à l'écoulement naturel de l'eau du petit ruisseau voisin vers la mer et entraîné la constitution d'un marais.

## Annexe